# سفارة أوكرانيا في النرويج
سفارة أوكرانيا في النرويج هي أرفع تمثيل دبلوماسي لدولة أوكرانيا لدى النرويج. تقع السفارة في أوسلو وهي تهدف لتعزيز المصالح الأوكرانية في النرويج.

## وصلات خارجية
- الموقع الرسمي
- قائمة سفارات أوكرانيا
- قائمة السفارات في النرويج